# Scandale secret
Pour plus de détails, voir Fiche technique et Distribution.
Scandale secret (Scandalo segreto) est un film italien réalisé par Monica Vitti et sorti en 1990. Il a été présenté au programme Un certain regard au festival de Cannes 1990.
C'est l'unique film réalisé, écrit et interprété par Monica Vitti. Elle recevra pour lui le David di Donatello du meilleur réalisateur débutant. C'est aussi sa dernière apparition à l'écran.

## Synopsis
Margherita (Monica Vitti) vit à Rome avec son mari Paolo, peintre,qui la laisse souvent seule. Lorsque Tony, un ami réalisateur, lui offre une caméra, elle décide de se filmer quotidiennement pour faire le point sur sa vie. À l'improviste, l'appareil enregistre un appel de Paolo prouvant sa relation extraconjugale avec son amie d'enfance, Laura (Catherine Spaak). S'ensuit un scandale secret et une crise conjugale : Paolo quitte le foyer et Margherita sombre en dépression. C'est alors que Tony visionne la vidéo et émet l'idée d'en faire un film.

## Fiche technique
Sauf indication contraire, les informations mentionnées dans cette section peuvent être confirmées par la base de données cinématographiques IMDb,  présente dans la section « Liens externes ».
- Titre français : Scandale secret[2]
- Titre original italien : Scandalo segreto[3]
- Réalisation : Monica Vitti
- Scénario : Monica Vitti, Gianfranco Clerici, Roberto Russo
- Photographie : Luigi Kuveiller
- Montage : Alberto Gallitti
- Décors : Luciana Marinucci
- Costumes : Nicoletta Ercole (it)
- Production : Roberto Russo
- Société de production : Komika Film, Reteitalia
- Pays de production :  Italie
- Langue de tournage : italien
- Format : Couleur - Son mono - 35 mm
- Durée : 87 minutes (1 h 27)
- Genre : Drame conjugal
- Dates de sortie :
  - Italie : 10 septembre 1976

## Distribution
- Monica Vitti : Margherita
- Catherine Spaak : Laura
- Gino Pernice : Paolo Morelli
- Elliott Gould : Tony
- Carmen Onorati
- Pietro De Vico
- Daniele Stroppa
- Gianni Oliveri
- Daniela Rindi